# Superbus (gruppo musicale)
Superbus è una band francese di musica pop-rock, nata verso la fine degli anni novanta per iniziativa di Jennifer Ayache. Il sound del gruppo è influenzato dal rock francese, dal rock americano degli anni cinquanta-sessanta-ottanta e dal punk californiano. Il 27 agosto 2012 è uscito il loro quarto album, Sunset.

## Storia del gruppo

### Formazione (1999)
Di rientro da un soggiorno di 6 mesi negli Stati Uniti nel 1999, Jennifer Ayache (figlia di Chantal Lauby, ex membro dei Nuls) cercava musicisti per formare un gruppo. La musica è in lei fin da quando era piccola: suona la batteria da quando aveva nove anni, a tredici anni inizia a suonare la chitarra. Incontra Michel Giovannetti (chitarrista) e François Even (bassista), i quali già si conoscevano da un'esperienza comune in un'altra band. Iniziano così, accompagnati da un altro chitarrista e da un batterista. Questi ultimi non durano a lungo e vengono subito rimpiazzati da Patrice Focone (chitarrista) e Guillaume Rousé (batterista).

### Origine del nome
Il nome del gruppo, « Superbus », è stato scelto da Jennifer Ayache come sostituto al nome iniziale "Twiggy" che era già stato utilizzato. Il significato latino del nome è "fiero", "insolente", "superbo", "magnifico", "glorioso", "splendido". 
Questo nome è stato trovato da Jennifer sul dizionario di latino, e la pagina di questo è stata riprodotta nel libretto dell'album d'esordio Aéromusical.

### I primi passi (2002-2005)
Dopo qualche tempo, i Superbus incontrano una casa discografica per incidere un demo. Uno dei titoli che si distingue è Tchi-Cum-Bah che permetterà alla band di uscire nel 2002 con Aéromusical, prodotto dalla Mercury Records. Tra i titoli dell'album si distinguono (e diventeranno singoli) Tchi-Cum-Bah (ottobre 2002), Superstar (marzo 2003) e 'Into The Groove (Luglio 2003). L'album venderà 80 000 copie. 
Nel 2003 la canzone Aéromusical fa' parte della colonna sonora del film Laisse tes mains sur mes hanches, realizzato da Chantal Lauby. Otto mesi dopo compare l'inedito Monday to Sunday, che ha il privilegio di essere diffuso durante la partita di beach-volley del film RRRrrrr!!! di Alain Chabat, uscito nel gennaio 2003. 
Il 1º giugno 2004, solo due anni dopo l'uscita del loro primo album, il gruppo esce con il loro secondo album intitolato Pop'n'gum. Con un suono pop-rock rifacente gli anni '60, l'album riscuote un grande successo in Francia, meritandosi il disco d'oro. Appaiono quattro singoli: Sunshine, Radio Song (che si può cantare nel videogioco Singstar Rocks, uscito nel 2006 e in Guitar Hero 3 uscito nel 2007), Pop'n'Gum e 
Little Hily. 
I Superbus sono stati nominati al Victoires de la Musique" nel 2006 nella categoria « Gruppo Rivelazione del Pubblico » e ha vinto l'MTV Europe Music Awards come « Miglior gruppo francese » nel 2005.

### Sulla strada del successo (2006-2009)
Nel marzo 2006, Guillaume Rousé lascia il gruppo per far parte della formazione La Phaze. Verrà rimpiazzato da Greg Jacks, vecchio batterista dei no one is innocent. Con questo nuovo batterista i Superbus usciranno con il loro terzo album Wow il 16 ottobre 2006. Da questo album saranno estratti cinque singoli: Le rock à Billy, Butterfly, Lola, Travel the World et Ca Mousse. Wow sarà eletto « Miglior album pop-rock» al "Victoires de la Musique" nel 2007,sacré disque d'or e più recentemente ha vinto il disco di platino.
Il 12 dicembre 2007 esce il film Bee Movie che ha nella sua tracklist di musiche la canzone Let me hold you estratta da Wow.
Il 26 gennaio 2008 i Superbus riportano il NRJ Music Awards come miglior gruppo francofono
Il DVD del concerto dei Superbus s'intitola sobriamente Live à Paris ed è uscito il 25 maggio 2008 coronando la loro tournée di circa 80 date. Il DVD è composto da immagini di Zénith de Paris (23 novembre 2007).
Il quarto lavoro del gruppo esce il 9 febbraio 2009 col titolo di Lova Lova. I pezzi sono stati tutti composti e scritti da Jennifer Ayache tranne la canzone che dà il titolo al disco, "Lova Lova", realizzata insieme a Patrice Focone. I tre singoli estratti sinora sono "Addictions", "Lova Lova" et "Nelly". Ad ottobre 2009 avrà inizio il giro promozionale di concerti.
Nell'agosto del 2012 esce il loro nuovo album, intitolato Sunset registrato a Los Angeles. Entrambi i video dei singoli che hanno preceduto l'uscita dell'album sono stati girati negli Stati Uniti. Nell'autunno 2012 il gruppo andrà in Tour nelle principali città francofone d'Europa.

## Formazione
- Jennifer Ayache, « Jenn » : cantante (leader), chitarra, organo elettrico
- Patrice Focone, « Pat » : chitarra, cantante (add.)
- Michel Giovannetti, « Mitch » : chitarra, cantante (add.)
- François-Xavier Even: basso, cantante (add.)
- Gregory Jacks, « Greg » : batteria

### Membri precedenti
- Guillaume Rousé: batteria

## Discografia

### Album in studio
- 2002 – Aèromusical
- 2004 – Pop'n'gum
- 2006 – Wow
- 2009 – Lova Lova
- 2012 – Sunset

### Raccolte
- 2010 – Happy BusDay: The Best of Superbus

## DVD
- 2008 – Live à Paris

## Premi
- 2004: Disco d'oro per Pop'n'gum
- 2005: Miglior gruppo francese ai MTV Europe Music Awards
- 2007: Disco d'oro per Wow (conferitogli al loro concerto all'Olympia)
- 2007: Miglior album pop-rock al Victoires de la Musique per Wow
- 2007: Disco di platino per Wow
- 2008: Gruppo francofono dell'anno al NRJ Music Awards